# Devi Upanishad
Devi Upanishad (sanskrt देवी उपनिषत्; Devi = „Božica”) hinduistički je spis sastavljen na sanskrtu. Tekst smatraju posebno svetim šaktisti, hinduisti koji smatraju Šakti vrhovnim bićem te je jedan od Upanišada. Premda nije poznato kada je tekst sastavljen, postoji pretpostavka da je to bilo između 9. i 14. stoljeća poslije nove ere. Devi, riječ u nazivu spisa, označava žensko božanstvo u hinduizmu, dok Upanishad znači „tajno znanje”.
Ovaj tekst slavi Božicu kao „najvišu stvarnost” – Brahman, vrhovno biće ili esenciju svemira. Tekst također spominje da su iz Božice nastale Prakṛti (Priroda) i Purusha (svijest) jer je ona „sreća i nesreća” te izvor cijeloga svemira, kao i svemir sam.
Tekst počinje tako što okupljeni bogovi pitaju: „Velika božice, tko si ti?” Devi odgovara da je ona sve te da na okupu drži sva božanstva, koja ne bi mogla postojati bez nje. Bogovi potvrđuju njezin odgovor te potom slijedi prikaz Božice kao one koja sjedi u nečijem „lotosovom srcu”; polumjesec je pokraj nje te sjaji poput Sunca. Budući da je Božica opisana kao gospa u crvenom, mnogi prikazi hinduističkih božica — pogotovo Durge — prikazuju ženu u blistavoj crvenoj odjeći, kako daje blagoslov.